# 甜甜圈日

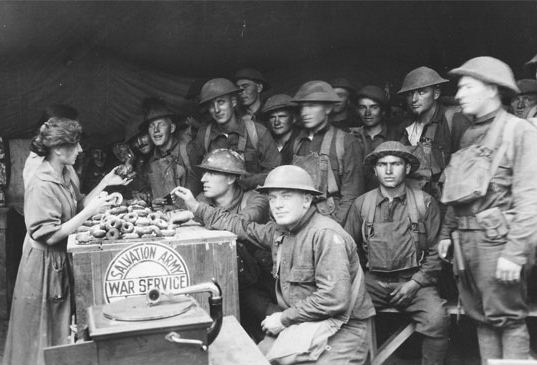
救世軍志工前往海外，在前線設立服務小屋提供例如甜甜圈一類的食品

甜甜圈日（英语：National Doughnut Day）是在美國及其他部分國家慶祝的節日，時間訂於每年六月的第一個星期五。這個節日源自1938年芝加哥救世軍所舉辦的一場甜甜圈活動，目的是紀念該組織成員在第一次世界大战期間，為前線士兵提供甜甜圈的貢獻。這個節日主要是為了慶祝甜甜圈，許多美國的甜甜圈店會在這一天提供免費甜甜圈作為活動的一部分。

## 歷史

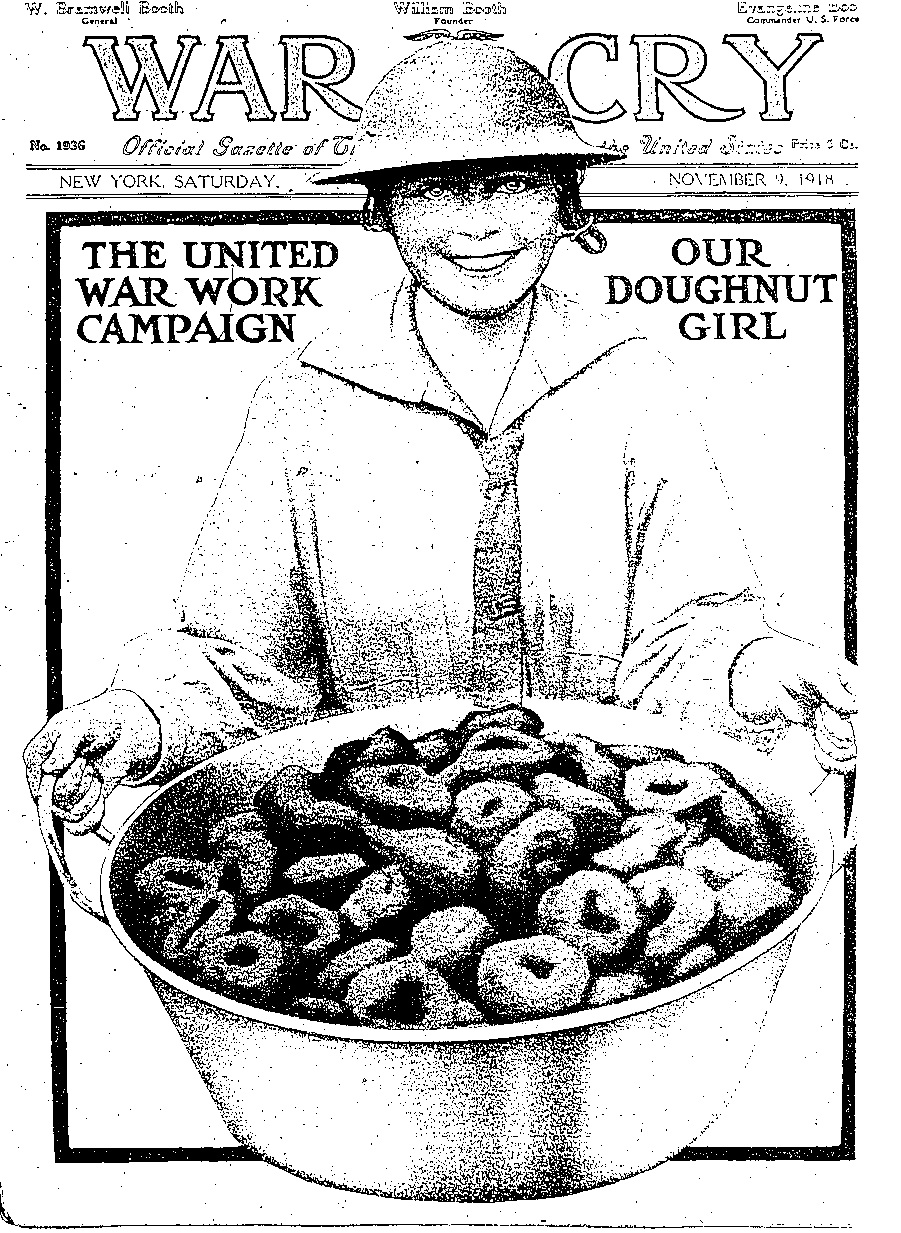
甜甜圈姊妹是救世軍的女性志工，於1918年前往法國，支援美國士兵。

國家甜甜圈日起源於1938年，由芝加哥救世軍發起，當時的目的是在大萧条期間協助有需要的人，同時紀念在第一次世界大戰中為士兵提供甜甜圈的救世軍女性志工。
這些志工被稱為「甜甜圈姊妹」，她們在1918年前往法國，支援美國士兵。
隨著美國在1917年加入第一次世界大战，救世軍派出一個考察團前往法國。結果顯示，為了滿足美國士兵的需求，可以設置稱為「服務站（huts）」的簡易社交中心，提供烘焙食品、書寫用品、郵票，以及縫補衣服的服務。每個服務站通常由六名人員組成，其中四位是女性志工，負責照顧士兵，扮演如母親般的角色。這些服務站也設立在美國本土的軍事訓練中心附近。
大約有250位救世軍志工被派往法國。由於服務站多設於接近前線的廢棄建築內，無法穩定提供現烤食品，兩位志工——Margaret Sheldon與Helen Purviance——便想出製作甜甜圈的點子。這項點子立刻大受歡迎，許多士兵前往救世軍的服務站排隊索取。Margaret Sheldon曾寫道：「今天我做了22個派、300個甜甜圈、700杯咖啡。」
這些分送甜甜圈的女性後來被士兵稱為「甜甜圈女孩」。
有人誤以為「甜甜圈」是「面团小子」（美國一戰步兵的綽號）這個詞的起源，但其實這個詞早在1846到1847年的美墨戰爭時期就已出現。
在第二次世界大战期間，紅十字會的志工也發送甜甜圈，因此當時的紅十字女志工也被稱為「甜甜圈姊妹」。
在芝加哥及其他城市，國家甜甜圈日至今仍是救世軍的募款活動之一。2017年，救世軍曾與Russ's Market、Super Saver、LaMar's Donuts與Krispy Kreme合作，在內布拉斯加州林肯市與亞利桑那州坦佩市舉辦活動募集善款。
還有另外三個與甜甜圈相關的節日，但它們的起源不太清楚。「國家果醬甜甜圈日」訂於6月8日（有時也會是6月9日）。「國家奶油餡甜甜圈日」在9月14日慶祝，另外還有一個「國家波士頓奶油派日」則是10月23日。「買甜甜圈日」則是在10月30日舉行。
美国海军陆战队的建軍紀念日（11月10日），曾在越戰時被美國戰俘用來「誤導」北越軍人，謊稱那天是「國家甜甜圈日」，藉此讓敵方在那天發放甜甜圈。由於這個事件，第二個國家甜甜圈日也出現在11月5日，據推測可能就是源自這場惡作劇。

## 外部連結
- 美國甜甜圈日 （页面存档备份，存于）（英文）

- Those Extraordinary Women of World War I, Karen Zeinert, 2001
- Origins of "Doughboy", An Interim Report, by Michael E. Hanlon, June 16, 2003
- Holiday Insights : National Doughnut Day, or National Donut Day